# Estnisches Rind
Das Estnische Rind (Estnisch: eesti maatõug) ist eine Milchrinderrasse aus Estland.

## Zuchtgeschichte
Es handelt sich zwar um eine lokale Rasse, die jedoch durch gezielte und effektive Auslese den Produktionsstand einer Zuchtrasse erhalten hat. 1909 begann die gezielte Zucht der lokalen Rasse in Estland. Seit 1914 existiert ein Herdbuch.
Nach dem Zweiten Weltkrieg ging die Anzahl der Estnischen Rinder stetig zurück – der Rasse drohte das Aussterben, auch als Ergebnis der Inzucht. Um dem Einhalt zu gebieten, wurden 1955 bis 1967 Jersey- und Finnen-Bullen eingekreuzt.

## Charakteristika
- Farbe gelbbraun bis rot, Stiere meist dunkler
- zierlich, aber kompakt, mittelgroß oder klein
- Kopf leicht, Stirn schmal, meist genetisch hornlos
- Hals schmal, Brust tief und schmal
- schlecht entwickelte Muskulatur
- Beine lang, Hinterbeine sind oft versetzt
- Euter ist ausladend mit gleich entwickelten Vierteln, häufig rundlich oder wannenförmig
- Milchleistung 3.300 kg mit 3,8 % Fett
- Krankheitsresistenz (Tuberkulose, Leukose)
- Härte, Anpassung an die örtliche Umwelt
- geringer Futterverbrauch pro Leistung

Estnische Rinder sind gut für Kreuzungen geeignet, wobei sie ihre Vorteile auf andere Rassen übertragen können.
1980 zählte die Population 2.000 Tiere. Die meisten Estnischen Rinder werden in drei landwirtschaftlichen Betrieben in Estland gehalten, namentlich in Pärivere und Vahenurme im Kreis Pärnu und Lehtse im Kreis Järva. Heute besteht die Zucht aus zehn Linien.

## Quelle
- FAO genetic resources study (gesichtet 11. Juli 2011)